# Еббот Келер
Еббот Келер (народилася 23 січня 1973), раніше знана як Карен Ебботт, американська авторка історичної документальної літератури. Серед її творів — «Гріх у другому місті», «Американська троянда», «Брехун, спокусниця, солдат, шпигун» і «Привиди Едемського парку».

## Твори
«Гріх у другому місті» розповідає справжню історію про клуб Еверлі, відомий американський бордель, і власниць клубу, сестер Аду та Мінну Еверлі. «Американська троянда» — це псевдонім стриптизерки Джипсі Роуз Лі. «Брехун, спокусниця, солдат, шпигун» розповідає правдиву історію чотирьох жінок, які стали шпигунками під час громадянської війни.
Книжка «Привиди Едемського парку» розповідає про німецького іммігранта  Джорджа Римуса, який кинув адвокатську діяльність і почав торгувати віскі. За два роки Римус заслужив титул «Короля бутлегерів».
Ебботт є авторкою історичного блогу журналу Smithsonian «Past Imperfect». Вона також писала для The New Yorker.

### Переклади українською
2025 року у видавництві «Лабораторія» вийшов український переклад книжки «Привиди Едемського парку. Король бутлегерів, фатальні жінки і вбивство, яке вразило Америку епохи джазу». Перекладачка — Єлизавета Болотова.

## Зовнішні посилання
- Офіційний сайт Еббот Келер
- Статті Карен Ебботт у New Yorker
- Статті Карен Еббот у журналі Smithsonian
- Публікації на C-SPAN